# R&F Yingkai Square
Il R&F Yingkai Square, noto anche come Park Hyatt Guangzhou, è un grattacielo di 66 piani, alto 296,2 metri, situato nella città di Canton, nella provincia cinese del Guangdong. L'edificio, la cui forma è ispirata alle piante di bambù, è stato progettato dallo studio di architettura Goettsch Partners di Chicago.